# La Prairie parfumée
La Prairie parfumée, de son nom complet La Prairie parfumée où s'ébattent les plaisirs (arabe : الروض العاطر في نزهة الخاطر) et parfois aussi intitulé Le Jardin parfumé, est un ouvrage de littérature érotique arabe écrit par Cheikh Nefzaoui au XVe siècle.
Il traite de la sexualité dans ses multiples facettes. Il a pour le monde arabo-musulman une signification similaire à celle du Kamasutra pour la culture indienne.

## Présentation

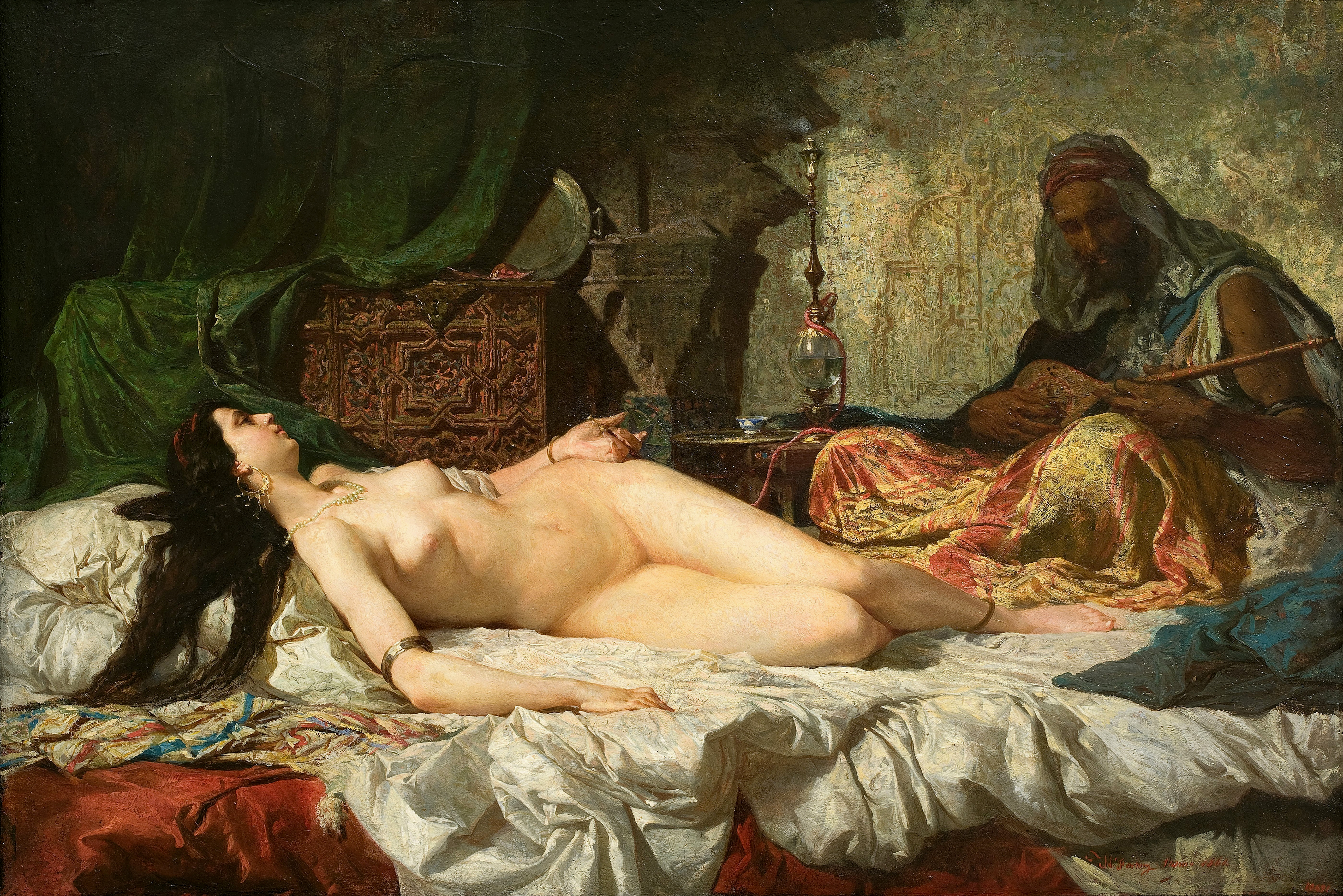
L'Odalisque de Marià Fortuny.

Le livre présente des opinions sur les qualités que l'homme et la femme devraient avoir pour être attrayants, donne des conseils sur les différentes pratiques sexuelles, met en garde contre les maladies liées à la sexualité et indique des remèdes pour les soigner. Il énumère également des noms désignant le pénis et la vulve, consacre une section à l'interprétation des rêves et décrit brièvement les pratiques sexuelles des animaux. Ces exposés alternent avec des histoires destinées à les illustrer et à divertir le lecteur. L'ouvrage jouit dans le monde arabe d'une réputation bien établie, semblable à celle des Mille et Une Nuits.
Il aurait été rédigé à la demande d'Abû Fâris `Abd al-`Azîz al-Mutawakkil, souverain hafside de Tunis. Selon l'introduction de la traduction anglaise de Jim Colville, Nefzaoui aurait probablement rédigé le texte entre 1410 et 1434.

## Traductions
La première traduction dans une langue européenne est une traduction en français tirée à 35 exemplaires en copies privées, due à un officier de l'armée française en Algérie qui ne se désigne que comme Baron R… (1850). L'une des copies est publiée par Isidore Liseux à Paris en 1886. C'est alors que l'ouvrage devient connu dans le monde anglo-saxon à travers une traduction réalisée à partir de l'édition française par l'aventurier et orientaliste victorien sir Richard Francis Burton sous le titre anglais de The Perfumed Garden of the Shaykh Nefzawi.
Le dernier chapitre de The Perfumed Garden of Sensual Delights, portant le numéro 21, est toutefois incomplet, apparemment en raison de son traitement de l'homosexualité et de la pédérastie. Lorsque Burton mourut à la fin 1890, il travaillait sur une nouvelle traduction du manuscrit original incluant le chapitre manquant. Celle-ci, qui devait porter le titre de The Scented Garden, ne fut jamais publiée car la veuve de Burton brûla le manuscrit peu après sa mort.

Burton considérait que le livre pouvait être comparé aux œuvres de Pierre l'Arétin et de François Rabelais mais croyait que ce qui faisait son caractère unique en son genre était « le sérieux avec lequel les sujets les plus lascifs et obscènes sont présentés. » Il souligne toutefois que toutes les idées présentées ne sont pas originales : 

« Ainsi, tout le récit de Moçama et Chedja est repris de l'œuvre de Tabari ; la description de différentes positions pour le coït, de même que les mouvements qui y sont liés, sont empruntés à des ouvrages indiens ; enfin, le livre Oiseaux et fleurs d'Azeddine El Mocadecci semble avoir été consulté afin de rédiger le chapitre sur l'interprétation des rêves. »

Une nouvelle traduction française est réalisée par l'arabisant René R. Khawam en 1976 sous le titre La Prairie parfumée ou s'ébattent les plaisirs.
En 1999, Jim Colville publie la première version anglaise traduite directement du texte arabe original. À propos de la traduction de Burton, il indique que « des détails ont été grossis, des épisodes introduits et des sections entières incorporées depuis des sources non arabes. Le texte est habillé dans une prose fleurie [mais] étrangère au style original et beaucoup de notes sont de simples spéculations. Le résultat est une représentation constamment exagérée et bizarre de l'original. » La différence est illustrée de façon éclatante dans le chapitre 6, intitulé ici Technique sexuelle mais Concernant tout ce qui est favorable à l'acte de coït chez Burton. Chez ce dernier, le chapitre s'étend sur près de 25 pages, liste 39 positions sexuelles et 6 types de mouvements et donne des noms créatifs à beaucoup d'entre eux. Chez Coville, il ne s'étend que sur deux pages et demi et liste onze positions sans leur donner de noms précis.